# Turia (rzeka w Hiszpanii)
Turia, Río Turia, w górnym biegu Guadalaviar – rzeka we wschodniej Hiszpanii o długości 286,5 km. Powierzchnia zlewni wynosi 2440,24 km².
Rzeka wypływa ze źródeł w pasmie Muela de San Juan (Góry Iberyjskie), pomiędzy Montes Universales i Sierra de Javalambre tworzy głęboki przełom, a w Walencji uchodzi do Zatoki Walenckiej (Morze Śródziemne).
Główne dopływy:
- lewe: Alfambra

Ważniejsze miejscowości nad Turíą to: Albarracín, Gea de Albarracín, San Blas, Teruel, Ademuz, Chulilla, Gestalgar, Riba-roja de Túria i Walencja.